# الدوري البرازيلي الدرجة الثانية 2006
الدوري البرازيلي الدرجة الثانية 2006 هو الموسم 25 من الدوري البرازيلي الدرجة الثانية. أشرف على تنظيمه اتحاد البرازيل لكرة القدم، وكان عدد الأندية المشاركة فيه 20، وفاز فيه أتلتيكو مينييرو.